# Llengua de bou blanca americana
La llengua de bou blanca americana (Hydnum albidum) és una espècie de fong nadiua d'Amèrica del Nord que produeix bolets d'aspecte similar a la llengua de bou blanca europea (Hydnum pallidum).